# Wouter de Jong (politicus)
Wouter Menno de Jong (Ede, 30 januari 1960) is een Nederlandse politicus van de ChristenUnie en was tussen 2 juli 2013 en 1 juli 2019 burgemeester van de gemeente Houten.
De Jong was gedeputeerde voor de provincie Utrecht van 2008 tot 2011. Hij was wethouder voor de gemeente Houten tussen 2002 en 2008.
De Jong kreeg de eerste jaren van zijn burgemeestersambt te maken met bezuinigingen tijdens de economische crisis. Daarnaast werkte hij aan een ambtelijke fusie met de gemeente Wijk bij Duurstede. Deze fusie mislukte in 2017, nadat de kosten te hoog bleken te zijn.
Op 2 oktober 2018 kondigde hij zijn vertrek aan per 1 juli 2019. De Jong deed daarna diverse klussen als informateur, mediator en als procesbegeleider bij de onderhandelingen over stikstofreductie in de landbouw. Op 3 maart 2023 werd bekend dat hij dit werk vanwege gezondheidsredenen stopte. 